# Democracia de la tierra
La democracia de la tierra es un concepto introducido por la activista ecologista hindú Vandana Shiva como propuesta política de una sociedad basada en la justicia social, la democracia descentralizada y la sustentabilidad ambiental.

## Lógica de la privatización: del cerramiento de los comunes al capitalismo liberal
La autora en su libro Manifiesto por una democracia de la tierra: Justicia, sostenibilidad y paz describe un proceso continuo desde los albores del capitalismo, cuando la tierra compartida por los campesinos de subsistencia para el pastoreo y otras actividades comunitarias fue progresivamente expropiada por el naciente capitalismo agrario crecientemente industrializado. Así la lógica privatizadora del capital, al tiempo que según los críticos empobrecía a algunos de los campesinos, comenzaba a destruir parte del medio ambiente por medio de la industrialización que se enfoca en la satisfacción del beneficio privado por encima de las necesidades de las personas o de la sostenibilidad ambiental. La lógica privatizadora llegaría a su máxima cúspide en la pretensión actual del capitalismo de patentar semillas o conocimientos ancestrales desarrollados por las culturas locales que resisten hoy en día al capitalismo.
En Latinoamérica el proyecto Co.Madre, desarrollado por el Laboratorio Iberoamericano de Innovación Ciudadana en Cartagena (Colombia), pretende reafirmar a la mujer como protagonista de toda una historia de vida y de lucha que necesita ser recontada. Las mujeres ocupan un lugar principal en muchos de los pueblos de Latinoamérica, son las guardianas de los saberes ancestrales y tradicionales: herbología, plantas comestibles, remedios naturales, medicina natural, partería, sabiduría oral, agricultura, generalmente conocimientos que se trasmiten oralmente.

## El desecho de personas y del medio ambiente y la conflictividad social
Según Shiva esta misma lógica de privatización es la que desarrolla una tendencia hacia el considerar a las personas y al medio ambiente como posibles desechos debido a que no encajan en la lógica de la ganancia. Así por un lado se restringe el acceso a la tierra y a condiciones básicas de subsistencia como el agua o la salubridad a millones de personas alrededor del mundo. Por otro lado se usan los recursos naturales desde una perspectiva meramente extractiva y no sustentable y se expolian estos recursos para satisfacer la lógica de ganancia. En este proceso conjunto se destruyen vidas y pueblos forzando a los pueblos hacia las guerras y la violencia por el control de unos recursos que fueron hechos escasos por el capitalismo. La lógica de competencia así se impone y en tanto impone la conflictividad social al mismo tiempo que destruye culturas locales y la diversidad del mundo dentro de un esquema de homogeneización diseñado para el dominio del mundo por parte de las corporaciones multinacionales.Aunque los opositores aseguran que muchos de los países más desarrollados gracias al capitalismo cuidan mejor el medio ambiente.

## Los 10 puntos de la Democracia de la tierra
Como alternativa a este orden de cosas impuesto hasta hoy Vandana Shiva propone:
1. Democracia ecológica frente al saqueo centrado en el interés privado
2. Valor en sí mismo de todas las especies y personas, en lugar de valor de acuerdo con la posibilidad de ganancia privada
3. Diversidad en la naturaleza y la Cultura en lugar de homogeneización y destrucción de culturas y ecosistemas efectuada por el capitalismo globalizado
4. Derecho natural a la sostenibilidad de los miembros de la comunidad de la tierra en vez del límite y enclaustramiento de los bienes de subsistencia básica por parte de la razón capitalista de ganancia privada
5. La economía de la tierra se basa en la democracia económica y la economía viviente que posibilite la diversidad, la sostenibilidad y la pluralidad y no en los monopolios económicos transnacionales y las burocracias transnacionales.
6. Las economías vivientes se construyen en economías locales en las que se deciden necesidades locales
7. Democracias vivas basadas en la inclusión y la diversidad con las decisiones hechas a nivel local en las comunidades y la delegación para arriba solo con la aprobación desde abajo
8. Conocimiento vivo hecho por las comunidades en contacto con sus necesidades. Ninguna persona o corporación podrá apropiarse o monopolizar la cultura construida colectivamente.
9. Balance entre derechos y responsabilidades o la situación de decisión por parte de los que van a ser directamente afectados.
10. Globalizar la paz, el cuidado y la compasión en vez de la lógica de competencia y del conflicto.